# Águas Lindas de Goiás
Águas Lindas de Goiás är en stad och kommun i Brasilien och ligger i delstaten Goiás, strax väster om Brasília. Folkmängden uppgår till cirka 180 000 invånare. Kommunen bildades 1997 och var tidigare ett distrikt inom kommunen Santo Antônio do Descoberto.

## Befolkningsutveckling
| Område     | Areal (km²)   | Invånarantal 1 augusti 2000 | Invånarantal 1 augusti 2010 | Invånarantal 1 juli 2014 |
| ---------- | ------------- | --------------------------- | --------------------------- | ------------------------ |
| Kommun     | 188,39        | 105 746                     | 159 378                     | 182 526                  |
| Centralort | Ingen uppgift | 105 583                     | 159 138                     | Ingen uppgift            |